# شين دو هيون
شين دو هيون (هانغل: 신도현) هي ممثلة كورية جنوبية. ولدت في 5 نوفمبر 1995 في يونغجو، كوريا الجنوبية. اشتهرت بأدوارها الرئيسية في مسلسلات تلفزيونية القبلة الأولى ، أرقص فقط.

## روابط خارجية
- شين دو هيون على موقع IMDb (الإنجليزية)
- شين دو هيون على موقع قاعدة بيانات الفيلم (الإنجليزية)
- شين دو هيون على موقع كينوبويسك (الروسية)